# Consejo Empresarial Mundial para el Desarrollo Sostenible
El Consejo Empresarial Mundial para el Desarrollo Sostenible, (World Business Council for Sustainable Development en inglés), también conocido por sus siglas en inglés WBCSD, es una asociación mundial de más de 200 empresas que trabajan exclusivamente con el sector empresarial y el desarrollo sostenible.
Sus orígenes se remontan a 1990, cuando Stephan Schmidheiny fue nombrado consejero principal del Secretario General para el Comercio e Industria de la Conferencia sobre Medio Ambiente y Desarrollo de las Naciones Unidas (UNCED), más conocida como Segunda Cumbre de la Tierra o Segunda Cumbre de Río, que se realizó en Río de Janeiro, en 1992. Creó un foro denominado "Business Council for Sustainable Development" ("Consejo Empresarial para el Desarrollo Sostenible"), que pasó a Changing Course, un libro que acuñó el concepto de ecoeficiencia.
El WBCSD fue creado en 1995 en una fusión del Consejo Empresarial para el Desarrollo Sostenible y el Consejo Mundial de la Industria para el Medio Ambiente y tiene su sede en Ginebra, (Suiza) con una oficina en Washington D. C. (Estados Unidos).

## Operaciones
El Consejo constituye una plataforma para las empresas con el fin de explorar el desarrollo sostenible, compartir conocimientos, experiencias y mejores prácticas, y para abogar por posiciones de negocios sobre estos temas en una variedad de foros, en colaboración con gobiernos, organizaciones no gubernamentales y organizaciones intergubernamentales. 
Trabaja sobre una variedad de cuestiones relacionadas con el desarrollo sostenible. Su atención no sólo se centra en las áreas generales de la energía y el clima, el desarrollo, los ecosistemas y la función de los negocios en la sociedad, sino que también ejecuta proyectos específicos en el sector del cemento, la movilidad, los neumáticos, los productos químicos, el agua, la eficiencia energética en los edificios y la silvicultura. 
El WBCSD trabaja con la ONU a través de sus agencias especializadas tales como el Programa de las Naciones Unidas para el Desarrollo (PNUD) y el Programa de las Naciones Unidas para el Medio Ambiente (PNUMA). También ha participado en la Convención Marco de las Naciones Unidas sobre el Cambio Climático (UNFCCC), la Cumbre de la Tierra (Cumbre de Río) y el Foro de las Naciones Unidas sobre los Bosques (UNFF).
Los objetivos del Consejo son: 
- Ser una de las principales empresas de sensibilización sobre el desarrollo sostenible;
- Participar en el desarrollo de políticas para crear las condiciones marco para las empresas a hacer una contribución efectiva para el progreso humano sostenible;
- Desarrollar y promover las oportunidades empresariales para el desarrollo sostenible;
- Demostrar la contribución empresarial al desarrollo sostenible de soluciones de vanguardia y compartir prácticas entre los miembros;
- Contribuir a un futuro sostenible para las naciones en desarrollo y las naciones en transición.

## Los 10 mensajes del WBCSD por los que operar
El WBCSD ha realizado una lista de 10 ideas con el objetivo de orientar a los gobiernos, las empresas y otras organizaciones en el ámbito del desarrollo sostenible.
1. Los negocios son parte de la solución el desarrollo sostenible, y el desarrollo sostenible es un medio eficaz a largo plazo como estrategia de crecimiento de las empresas.
2. Los negocios no pueden tener éxito en sociedades que fracasan. No hay futuro para el éxito de las empresas si las sociedades que las rodean no están funcionando. Los gobiernos y las empresas deben crear asociaciones para prestar servicios sociales esenciales como la energía, el agua, la atención de la salud y la infraestructura.
3. La pobreza es un enemigo clave para las sociedades estables. La pobreza genera inestabilidad política y económica, una gran amenaza para los negocios y el desarrollo sostenible. Por el contrario, las empresas pueden levantar el nivel de vida y erradicar la pobreza.
4. El acceso a los mercados para todos favorece el desarrollo sostenible. El mejor modo de lograr el desarrollo sostenible es a través de mercados globales abiertos, transparentes y competitivos.
5. El buen gobierno es necesario para hacer que el negocio sea una parte de la solución. Se necesitan marcos de apoyo y reglamentos para crear negocios que contribuyan plenamente al desarrollo sostenible.
6. Las empresas tienen que ganarse su licencia para operar, innovar y crecer. La manera de hacer negocios es crucial para su éxito. La contabilidad, la ética, la transparencia, la responsabilidad social y ambiental y la confianza son requisitos básicos para el éxito empresarial y el desarrollo sostenible.
7. Innovación y desarrollo de la tecnología son cruciales para el desarrollo sostenible. Proporcionan soluciones clave para muchos de los problemas que amenazan el desarrollo sostenible. Los negocios siempre han sido, y seguirán siendo el principal contribuyente al desarrollo tecnológico.
8. La eficiencia ecológica - hacer más con menos - es la esencia de las oportunidades empresariales para el desarrollo sostenible. Combinar la excelencia operacional ambiental y económica para proporcionar bienes y servicios con menores impactos externos y mayor calidad de la vida es una estrategia clave de desarrollo sostenible para los negocios.
9. Los ecosistemas en equilibrio - un requisito previo para las empresas. Las empresas no pueden funcionar si los ecosistemas y los servicios que aportan, como el agua, la biodiversidad, los alimentos, las fibras y el clima, se degradan.
10. La cooperación está reñida con el enfrentamiento. Los problemas de desarrollo sostenible son enormes y requieren contribuciones de todas las partes: gobiernos, empresas, sociedad civil y organismos internacionales. La confrontación pone en riesgo las soluciones. La cooperación y las asociaciones creativas promueven el desarrollo sostenible.[3]

## Composición
El Consejo Empresarial Mundial para el Desarrollo Sostenible está formado por 207 compañías internacionales unidas por un compromiso compartido por el desarrollo sostenible a través del crecimiento económico, equilibrio ecológico y progreso social. La incorporación de nuevos miembros al WBCSD se realiza con una invitación previa del Comité Ejecutivo a las empresas comprometidas con el desarrollo sostenible. Entre sus miembros hay empresas multinacionales como General Motors, DuPont, 3M, Deutsche Bank, Coca-Cola, Sony, Oracle, BP y Royal Dutch Shell.
Las empresas miembros prometen su apoyo y contribución al WBCSD poniendo a su disposición conocimientos experiencia, y recursos humanos apropiados. Así mismo, se les pide que informen públicamente sobre su desempeño ambiental y que aspiren a ampliar sus informes para cubrir los tres pilares del desarrollo sostenible: el económico, el social y el medioambiental. 
Un elemento clave es el compromiso personal de los directores ejecutivos que actúan como miembros del Consejo. Son influyentes defensores de las posiciones políticas política del WBCSD, y codirigen sus grupos de trabajo. También organizan el apoyo al programa de trabajo del WBCSD y aseguran la adopción de prácticas de gestión sostenible en el marco de sus empresas.

## Gobierno
El WBCSD está regido por un Consejo compuesto por los miembros del Consejo de las empresas miembros. El Consejo elige al Comité Ejecutivo, incluyendo al presidente y a cuatro vicepresidentes. A continuación se muestra una tabla de los presidentes del Comité Ejecutivo.
| Presidente               | Empresa           | Periodo en la presidencia |
| ------------------------ | ----------------- | ------------------------- |
| Rodney F. Chase          | BP                | 1995                      |
| Livio D. DeSimone        | 3M                | 1996-1997                 |
| Egil Myklebust           | Norsk Hydro       | 1998-1999                 |
| Charles O. Holliday, Jr. | DuPont            | 2000-2001                 |
| Sir Philip Watts KCMG    | Royal Dutch Shell | 2002-2003                 |
| Betrand Collomb          | Lafarge           | 2004-2005                 |
| Travis Engen             | Alcan             | 2006-2007                 |
| Sam DiPiazza             | PwC               | 2008-2009                 |

## El WBCSD en España
El Consejo Empresarial Mundial para el Desarrollo Sostenible, (World Business Council for Sustainable Development en inglés), también conocido por sus siglas en inglés WBCSD, cuenta con partners en cada país. El partner oficial del WBCSD en España es Forética, que además lidera el Consejo Empresarial Español para el Desarrollo Sostenible

## Ventajas e inconvenientes del enfoque del WBCSD
El WBCSD realiza una importante labor de promoción orientada a dar soluciones al mercado ante los desafíos del desarrollo sostenible. 
Las ventajas de este enfoque son: 
- Sensibilizar a las empresas a la necesidad de un cambio para ser sostenible.
- Promoción de la sostenibilidad e intercambio de mejores prácticas.
- Tomar la 'iniciativa' haciendo que la sostenibilidad sea una preocupación mundial, con el respaldo de influyentes multinacionales, empresas y organizaciones.

Los inconvenientes de este enfoque basado en el mercado incluyen: 
- La potencial "desradicalización" de responsabilidad social corporativa (RSC).
- La descripción de los programas de sostenibilidad y de los programas de negocios como compatibles entre sí describe un escenario en el que 'todos ganan'. Por lo tanto, la existencia de escenarios con ventajas e inconvenientes puede descuidarse.
- El potencial de amalgama de contradicciones internas dentro de las empresas y "enturbiado de aguas" a través de medios tales como "greenwash" (lavado verde), "bluewash" (lavado azul), "astroturfing" y el establecimiento de los programas corporativos.[11]